# Manifest (televíziós sorozat)
A Manifest egy amerikai természetfeletti drámasorozat, amelyet Jeff Rake készített, premierje 2018. szeptember 24-én volt az NBC televíziós csatornán az Amerikai Egyesült Államokban. 2018 októberében az NBC további három részt rendelt be az első évadhoz, így az összesen 16 rész lett.
2019 áprilisában az NBC berendelte a sorozat második évadát, amelynek bemutatója 2020. január 6-án volt. 2020 júniusában a sorozat egy harmadik évados berendelést kapott, amelynek bemutatója Magyarországon 2021. szeptember 5-én volt HBO-n elérhető el, 13 részből áll. A negyedik évad már a Netflixen jelent meg.

## Szereplők
| Színesz               | Szerep           | Magyar hang        | Történet |
| --------------------- | ---------------- | ------------------ | --- |
| Melissa Roxburgh      | Michaela Stone   | Bogdányi Titanilla | Nyomozó, aki az NYPD 129. körzetében dolgozik , és Ben húga. A 828. járat utasa volt. Később feleségül megy Zekehez. |
| Josh Dallas           | Ben Stone        | Zámbori Soma       | Egyetemi docens és Michaela testvére. A 828. járat utasa volt. |
| Athena Karkanis       | Grace Stone      | Ruttkay Laura      | Ben felesége és Michaela sógornője, aki vendéglátóipari vállalkozást vezet. |
| J. R. Ramirez         | Jared Vasquez    | Sarádi Zsolt       | Az NYPD 129. körzetének nyomozója és Michaela volt vőlegénye; feleségül vette Michaela legjobb barátnőjét Lourdes-t, de visszatérése után elváltak. Jaredet később előléptették hadnaggyá. |
| Luna Blaise           | Olive Stone      | Pekár Adrienn      | Ben és Grace lánya, Michaela unokahúga, Cal ikertestvére és Eden idősebb nővére. TJ-vel egy párt alkotnak. |
| Jack Messina          | Cal Stone        | Maszlag Bálint     | Ben és Grace fia, Michaela unokaöccse, Eden bátyja és Olive ikertestvére, aki most öt és fél évvel fiatalabb nála. Cal a 828. járat egyik érzékeny utasa volt. |
| Malachy Cleary        | Steve Stone      |                    | Michaela és Ben apja, Cal, Olive és Eden nagyapja. |
| Geraldine Leer        | Karen Stone      |                    | Michaela és Ben anyja, Cal, Olive és Eden nagymamája. Meghalt, miközben a 828. járat eltűnt. Kedvenc bibliaverse a Rómaiakhoz írt levél 8:28 , amely magában foglalja "minden javunkra szolgál". Az idézetet a többiek gyakran megismétlik, amikor megvitatják a sugallatokat. |
| Parveen Kaur          | Saanvi Bahl      | Sipos Eszter Anna  | Az Edward Koch kórházban dolgozik, de a Mercy Kórház végzős hallgatója és orvoskutatója, valamint a 828. járat utasa. Az Ő kutatásának köszönhetően tudták meggyógyítani a rákot. |
| Matt Long             | Zeke Landon      | Molnár Kristóf     | Egy túrázó, aki hóvihar alatt csapdába esett egy barlangban, és egy évig halottnak vélték. A 828-as járat utasaihoz hasonló helyzetben tért vissza az életbe. Később feleségül veszi Michaelát, és Cal életének megmentése után Ő az első ember, aki túlélte a halálnapot. |
| Garrett Wareing       | TJ Morrison      | Molnár Levente     | Főiskolai hallgató és a 828-as járat utasa, aki Olive-val egy párt alkotnak és segít Bennek megoldani sugallatokat és a gép eltűnésének és visszatérésének rejtélyét. A második évad végén elindul Egyiptomba, hogy ott folytassa munkáját, de tartja a kapcsolatot a többiekkel, és nyomokat küld nekik, amelyeket talált. |
| Daryl Edwards         | Robert Vance     |                    | Az NSA igazgatója, aki a Montego Air 828-as járat újbóli megjelenésének nyomozását vezeti. Annak ellenére, hogy nyilvánvalóan az 1. évadban megölték a Singularity Project bázisán végrehajtott rajtaütés során, kiderült, hogy még mindig életben van. Mivel csak néhány ember tudja, hogy életben van, ezért Vance burkoltan kezd dolgozni, hogy feltárja a 828. járat rejtelmeit és kormánya baljós céljait. Miután túlélése kiderül a kormány előtt, Vance visszaáll régi pozíciójába, és egy új munkacsoport élén áll, amely nyomokat vizsgál a gép újjáépített roncsai után. |
| Tim Moriarty          | Tim Powell       |                    | Az NSA igazgatóhelyettese. |
| Frank Deal            | Bill Daly        |                    | A Montego Air 828.-as járat vezető pilótája. |
| Mugga                 | Bethany Collins  |                    | A Montego Air 828. járat légiutas-kísérője és Georgia felesége. |
| Julienne Hanzelka Kim | Kelly Taylor     |                    | A 828. járat utasa. Miután azt a húsz embert, akik figyelték a 828-as járat felrobbanását, figyelmeztették, hogy senkivel ne beszéljék meg, amit tudnak, Kelly a nemzeti médiában folytatta, hogy kifejezze azt, amiben hitt. Míg később a televízióban nézte magát, meggyilkolták azzal, hogy ismeretlen ember fejbe lőtte. A testében a halál jelei kezdtek megjelenni a repülőgép robbanásában. |
| Victoria Cartagena    | Lourdes          | Solecki Janka      | Michaela egykori legjobb barátnője, aki férjül ment Jared-hez miután Michaela eltűnt. Miután megtudta, hogy Michaela visszatért és lefeküdt Jared-del, elválik tőle. |
| Alfredo Narciso       | Captain Riojas   |                    | Az NYPD 129. körzetének rendőrkapitányaként dolgozik, ahol Michaela és Jared is szolgál. |
| Olli Haaskivi         | Isaiah           |                    | A Visszatértek egyházának szenvedélyes, de törékeny tagja. Tüzet indít egy szórakozóhelyen, hogy megmutassa másoknak, hogy a 828-as járat utasai olyan csodák, ahol ő meghalt. |
| Adriane Lenox         | Beverly          |                    | Evie anyja. A lányát érő halálos baleset után Michaelát okolja a történtekért. Beverly később demenciában szenved, és megfeledkezik arról, hogy Evie meghalt. Glen feladja, hogy elmondja neki, hogy a lányuk halott inkább hagyja, hogy elhiggye, hogy Evie egyszerűen nincs otthon. Férje halála után Michaelával és Zekékel, él együtt miután Glen Michaelára hagyta a házat. |
| Daniel Sunjata        | Danny            |                    | Grace barátja, akivel Ben eltűnése után találkozott. |
| Francesca Faridany    | Fiona Clarke     |                    | A 828. járat tudósa, aki részt vesz az Egységes Dinamikus Rendszerekben és a Szingularitás projektben. |
| Thursday Farrar       | Dr. Williams     | Antal Olga         | Cal leukémiás kezelőorvosa. |
| Elizabeth Marvel      | Kathryn Fitz     |                    | Az őrnagy, aki egy kormányzati szervezetet vezet, amely a Montego Air 828-as utasai által gyakran tapasztalt „suggalatok”-kat fegyvernek akarja használni. A "False Horizon" -ban Kathryn Fitz amerikai hadsereg vezérőrnagyként, a pszichológiai hadviselés specialistájaként harminc éves tapasztalattal rendelkezik a rejtett műveletekben. Később Saanvi véletlenül megmérgezi. Halála előtt Kathryn kijelentette, hogy a mutáció megismétlésének reményében ugyanezzel a vérrel tervezi megfertőzni a 828-as járat utasait. A 3. évadban kiderült, hogy Vance leplezte a gyilkosságát, és úgy tűnik, mintha egy ellenséges kém követte volna el Saanvi védelme érdekében. Azt is kijelentik, hogy a kormány az őrnagy halálakor leállította a projektjét. |
| Maryann Plunkett      | Priscilla Landon |                    | Zeke édesanyja |

### Magyar változat
- Magyar szöveg: Szemere Laura
- Hangmérnök: Bogdán Gergő
- Vágó: Kránitz Bence
- Gyártásvezető: Németh Piroska
- Szinkronrendező: Molnár Ilona
- Produkciós vezető: Marjay Szabina
- Stúdió: SDI Media Hungary

## Epizódok
| Évad | Évad | Epizódok | Eredeti sugárzás     | Eredeti sugárzás  | Eredeti adó | Magyar sugárzás     | Magyar sugárzás     | Magyar adó |
| Évad | Évad | Epizódok | Évadpremier          | Évadfinálé        | Eredeti adó | Évadpremier         | Évadfinálé          | Magyar adó |
| ---- | ---- | -------- | -------------------- | ----------------- | ----------- | ------------------- | ------------------- | ---------- |
|      | 1.   | 16       | 2018. szeptember 24. | 2019. február 18. | NBC         | 2019. szeptember 1. | 2019. szeptember 1. |            |
|      | 2.   | 13       | 2020. január 6.      | 2020. április 6.  | NBC         | 2020. szeptember 1. | 2020. szeptember 1. |            |
|      | 3.   | 13       | 2021. április 1.     | 2021. június 10.  | NBC         | 2021. szeptember 5. | 2021. szeptember 5. |            |
|      | 4.1  | 10       | 2022. november 4.    | TBA               |             | 2023. június 2.     | 2023. június 2.     |            |
|      | 4.2  | 10       | 2023. június 2.      | TBA               |             | 2024. június 2.     | 2024. június 2.     |            |